# اس‌اس آندریوس
اس‌اس آندریوس (به انگلیسی: SS Andrios) یک کشتی بود که طول آن ۳۸۵ فوت ۴ اینچ (۱۱۷٫۴۵ متر) بود. این کشتی  در سال ۱۹۰۱ ساخته شد.